# Hualfín
Hualfín é um município da Argentina, localizada no departamento de Belen, província de Catamarca.